# Ashes of the Wake
Ashes of the Wake —en español: «Cenizas del Despertar»— es el cuarto álbum de Lamb of God, publicado en 2004, siendo el primer álbum de la banda con Nuclear Blast Records. Fue nombrado por "Guitar World" el 49.º mejor álbum de guitarra de todos los tiempos. El álbum es mucho más político que su trabajo anterior apuntando específicamente a la guerra de Irak con canciones como "Ashes of the Wake", "Now You've Got Something to Die For", "One Gun" y "The Faded Line". La frase a inicio de "Omerta" es una paráfrasis del código de silencio de la Mafia. Actualmente Ashes of the Wake ha vendido más de 398 000 copias en todo el mundo.

## Lista de canciones
1. Laid to Rest – 3:50
2. Hourglass – 4:00 (escrito por Willie Adler)
3. Now You've Got Something to Die For – 3:39
4. The Faded Line – 4:37
5. Omerta – 4:45
6. Blood of the Scribe – 4:23 (escrito por Willie Adler)
7. One Gun – 3:59
8. Break You – 3:35
9. What I've Become – 3:28
10. Ashes of the Wake – 5:45 (escrito por Willie Adler)
11. Remorse is for the Dead – 5:41 (escrito por Mark Morton)
12. An Extra Nail for Your Coffin – 4:37 (bonus track japonés)

## Personal
Lamb of God
- Randy Blythe – voz
- Mark Morton – guitarra
- Willie Adler – guitarra
- John Campbell – bajo
- Chris Adler – batería

Músicos adicionales
- Alex Skolnick (de Testament) – segundo solo de guitarra en "Ashes of the Wake"
- Chris Poland (exmiembro de Megadeth) – tercer solo en "Ashes of the Wake"

Producción
- Producción - Machine y Lamb of God
- Grabación y mezcla - Machine
- Ingeniería - John Agnello y Machine

- Datos: Q261009